# 豐田Raum

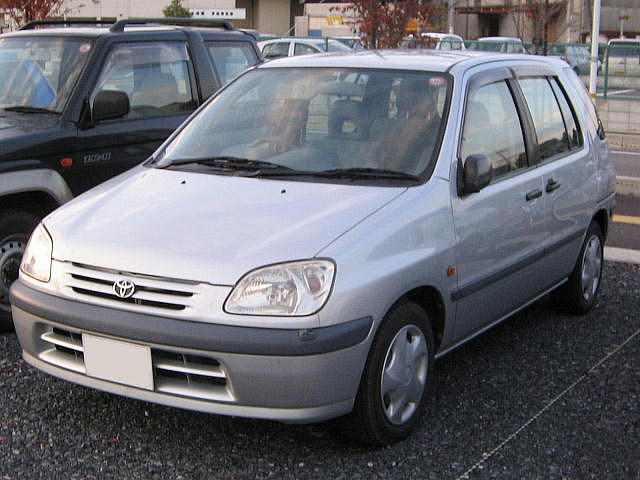
豐田Raum正面圖

豐田Raum是豐田汽車於1997年5月至2011年10月期間推出的一款Mini MPV。1997年5月豐田汽車率先發佈第一代豐田Raum，2003年5月发布第二代豐田Raum。Raum這一名稱來自德语，意思是房间。